# Balduinbrücke

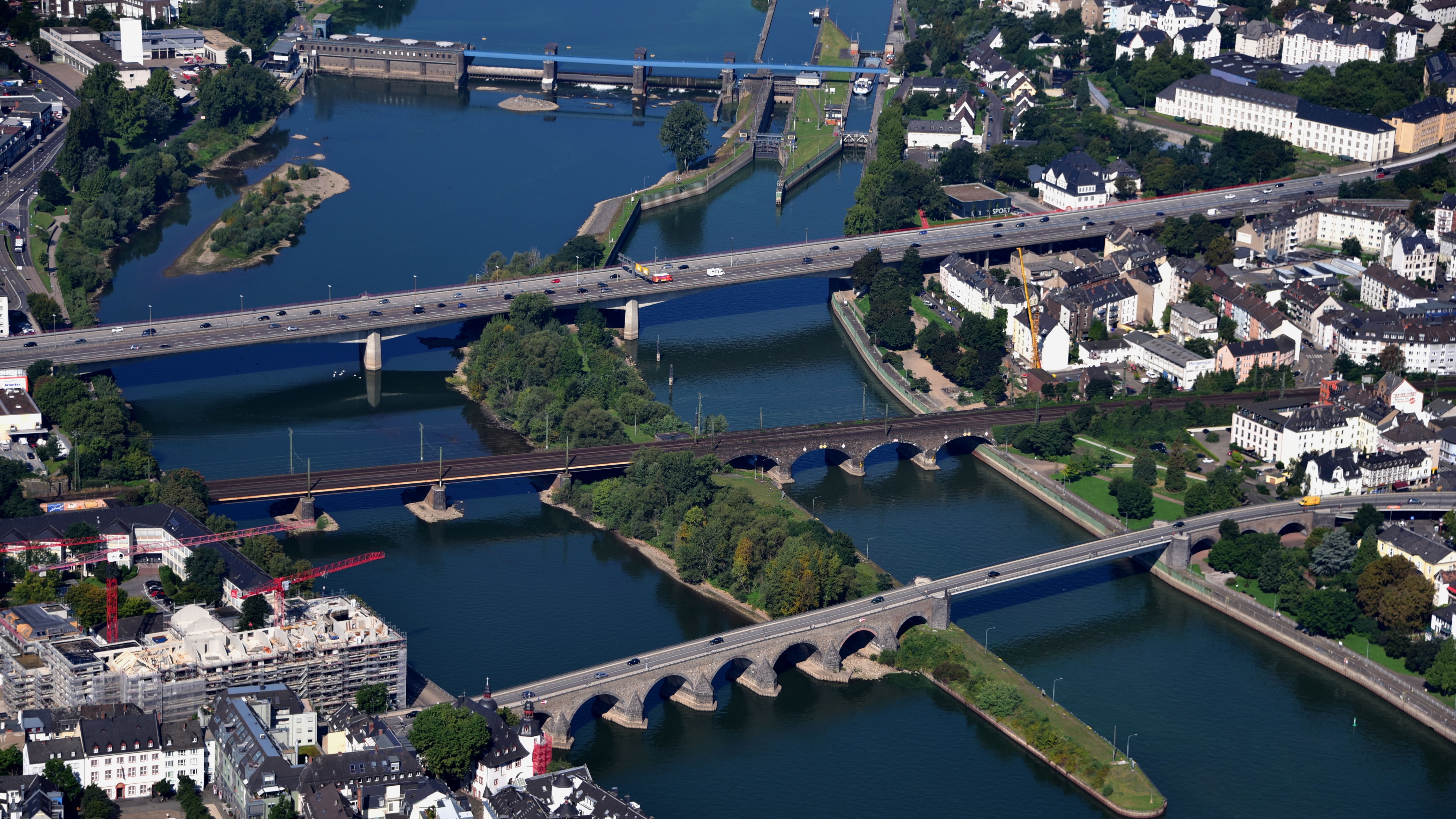
Balduinbrücke (vorne), Luftaufnahme (2017)

Die Balduinbrücke ist eine steinerne Bogenbrücke über die Mosel in Koblenz, die älteste erhaltene Brücke der Stadt. Sie wurde im 14. Jahrhundert erbaut. Sie ist bei Kilometer 1,04 die letzte Brücke über die Mosel vor deren Mündung in den Rhein am Deutschen Eck und verbindet die Koblenzer Altstadt mit dem nördlich davon liegenden Stadtteil Lützel. Ihren Namen hat sie von dem Trierer Kurfürsten Balduin von Luxemburg, unter dem mit dem Bau der Brücke begonnen wurde. Im Laufe der Zeit erfuhr die Balduinbrücke einige teils erhebliche Umbauten.

## Geschichte

### Römische Vorgängerbrücke
Schon vor der Balduinbrücke gab es an dieser Stelle einen Moselübergang. In den Jahren zwischen 1860 und 1867 wurden 50 Meter stromabwärts neben der Balduinbrücke Reste einer Pfahljochbrücke aus römischer Zeit entdeckt, die Teil der römischen Rheintalstraße war. Bagger, die zum Ausbau der Schifffahrtsrinne (1944) und zur Errichtung der Staustufe Koblenz (1940–1951) eingesetzt waren, beseitigten zahlreiche Überbleibsel dieser Holzbrücke aus dem Flussbett.

### Brückenbau im Mittelalter
Der erste Bau der Balduinbrücke wurde unter Kurfürst Balduin von Luxemburg um 1342/1343 begonnen. Eine von ihm ausgestellte Urkunde über den Beginn des Brückenbaus datiert vom 1. Mai 1343. Am 28. Juni 1359 erteilte Erzbischof Boemund II. von Saarbrücken das Recht, Brückengeld zu erheben. Die Bauarbeiten an der Brücke dauerten etwa 85 Jahre. Mit dem Bau des Torturmes 1429 war die Brücke endgültig vollendet. Der Papst in Rom gewährte für den Brückenbau, der eine große technische und finanzielle Herausforderung darstellte, wiederholt Ablässe zur Finanzierung; begründet wurde die Unterstützung mit der Erleichterung des Pilgerverkehrs. Die Stiftungen für die Brücke bildeten ein eigenes Vermögen, das bis zum Ende des Trierer Kurfürstentums von einem eigenen Brückenmeister verwaltet wurde und die notwendigen Mittel für den Unterhalt der Brücke sicherstellte. Die steinerne Brüstungsmauer trug ein Standbild des heiligen Johannes Nepomuk, des Schutzpatrons der Brücken. Zumindest zeitweilig standen auf der Brücke bzw. ihren Pfeilern auch kleine Häuser, in denen jüdische Bürgerinnen und Bürger wohnten.

### Umbauten im 17. bis 19. Jahrhundert
Durch Hochwasser und Eisgang kam es immer wieder zu Beschädigungen der Brücke. Im 17. Jahrhundert kam es zu einer ersten Veränderung im Zuge der barocken Neubefestigung der Stadt Koblenz. Auf der Lützeler Seite wurde im 18. Jahrhundert die Toranlage auf dem Widerlager entfernt und im Jahr 1775 der Torturm auf Koblenzer Seite. Im Jahr 1794, während des Einmarschs französischer Revolutionstruppen, stürzte die Bildsäule in die Mosel.
Im Verlauf des Ausbaus der preußischen Großfestung Koblenz wurde auch die Balduinbrücke gesichert. Nach den Plänen des Ingenieuroffiziers Heinrich Adolph Buschbeck entstand zwischen 1821 und 1824 zunächst auf der Stadtseite das Moseltor (auch als Moseltorbatterie bezeichnet), das 1834 abschließend verputzt und 1897 nach Aufgabe der Stadtbefestigung abgebrochen wurde, sowie auf der Lützeler Seite zwischen 1831 und 1832 ein Traversenturm, der bereits 1883 bei einer Brückenverbreiterung entfernt wurde.

### Kriegszerstörung und Wiederaufbau

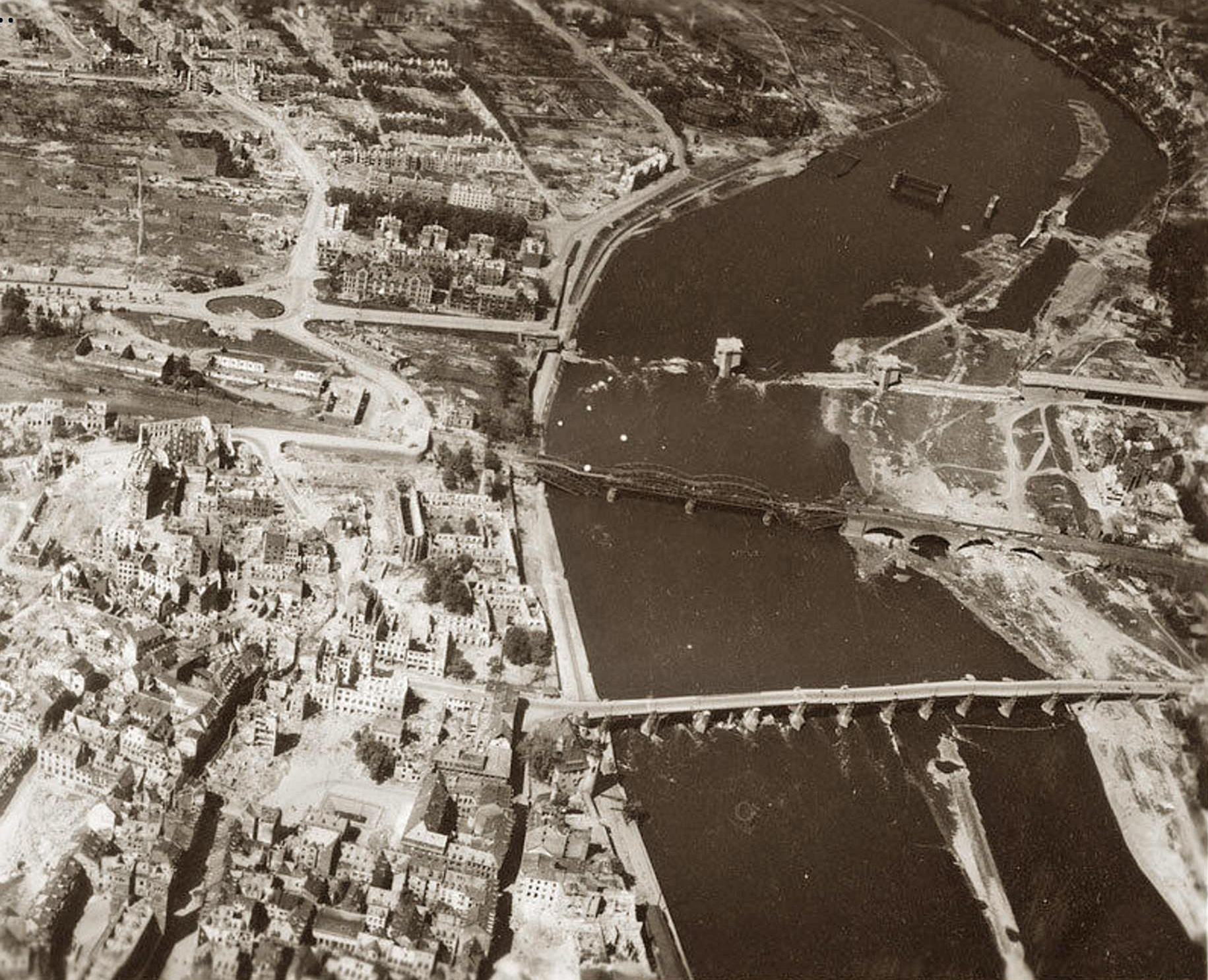
Die zerstörten bzw. provisorisch wiederhergestellten Moselbrücken 1945

Die Balduinbrücke wurde zum Ende des Zweiten Weltkriegs wie alle Koblenzer Brücken am 7. März 1945 von den sich zurückziehenden Einheiten der Wehrmacht gesprengt. Dabei stürzten drei Bögen auf Koblenzer Seite in die Mosel; danach wurden sie provisorisch repariert. Der Abschluss des Wiederaufbaus (1946–1949) wurde am 23. August 1949 in Anwesenheit des rheinland-pfälzischen Ministerpräsidenten Peter Altmeier gefeiert.

### Umbauten seit 1949

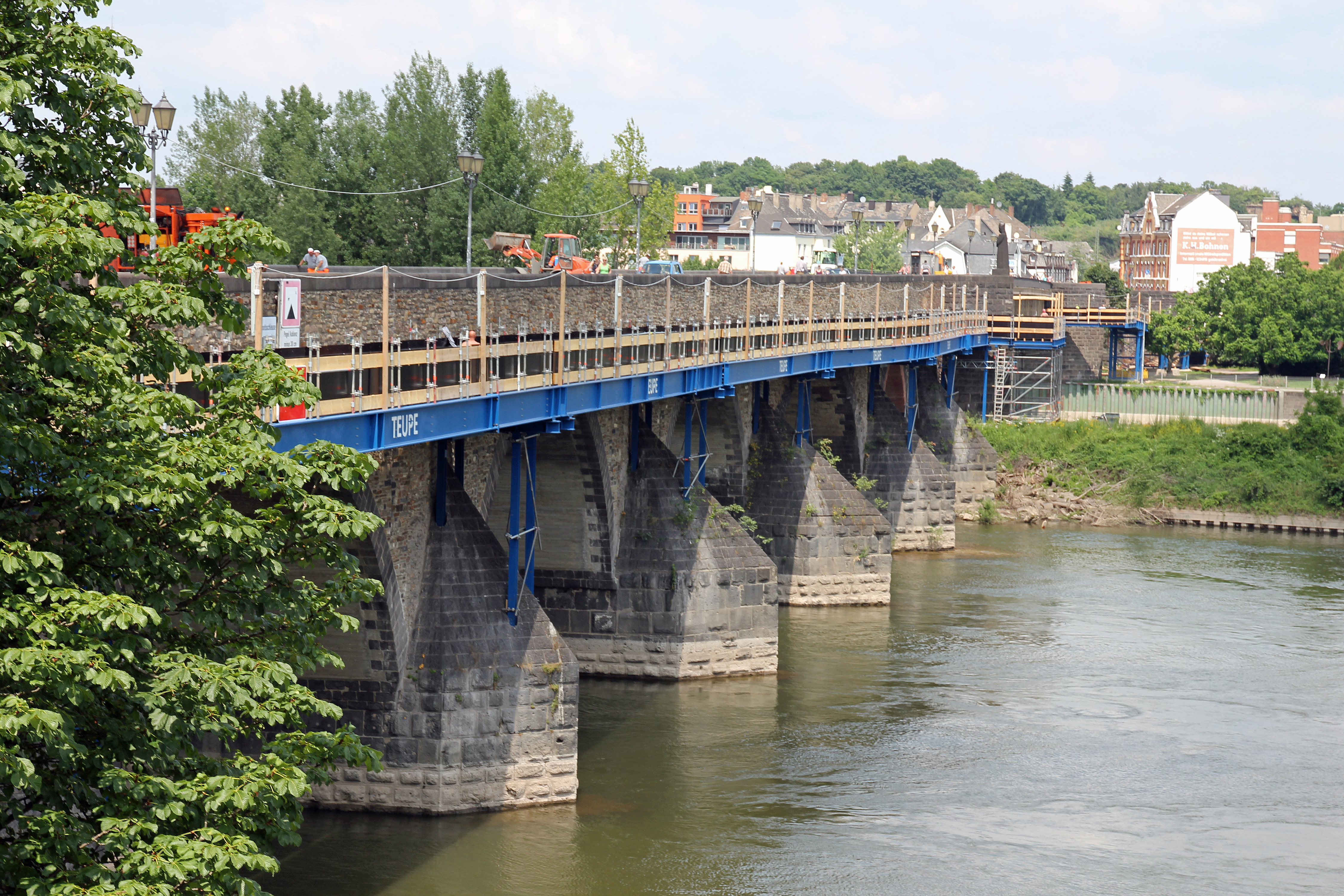
Anbau einer Behelfsbrücke während der Sanierungsmaßnahmen an der Balduinbrücke 2013

Die Moselkanalisierung in den 1960er Jahren hatte auch Folgen für die Balduinbrücke. Teile wurden abgebrochen, um der Schifffahrt Platz zu machen. Auf der nördlichen Hälfte überspannt seitdem eine moderne Spannbetonbrücke den Schifffahrtskanal. Dazu mussten auf der Lützeler Seite sechs Bögen abgebrochen werden. Die erhaltenen Bögen verbreiterte man auf der Oberstromseite um rund fünf Meter, so dass die Brücke heute ungefähr doppelt so breit ist wie im Mittelalter. Bei dieser Gelegenheit wurden die eisernen Fußgängerstege aus dem 19. Jahrhundert wieder beseitigt und die Brüstungsmauern in alter Form rekonstruiert. Im Jahr 1975 wurde nach langer Bauzeit die umgebaute und restaurierte Brücke vollendet. Auf der Brücke erinnert eine Steinfigur, geschaffen von dem Koblenzer Bildhauer Rudi Scheuermann, an den namensgebenden Kurfürsten Balduin von Luxemburg. Im Torbogen auf der Koblenzer Seite hängt ein ausdrucksvolles Christkönigs-Kreuz (Relief), das in den 1970er Jahren von dem ostpreußischen Bildhauer Siegfried Erdmann (heute Dortmund) geschaffen wurde, daneben befindet sich eine aus dem 18. Jahrhundert stammende Inschrifttafel, die bis zur Verbreiterung der Brücke an einem der Pfeiler angebracht war, sie erinnert an eine Reparatur und trägt den Namen eines ehemaligen Brückenmeisters.
Im Februar 2013 begannen umfangreiche Sanierungsmaßnahmen an der Balduinbrücke, die bis Oktober 2014 andauerten und von der Faber Bau GmbH ausgeführt wurden. Aufgrund von Umwelteinflüssen und der hohen Verkehrsbelastung – täglich nutzen 19.000 Fahrzeuge und 800 Linienbusse die Brücke – waren besonders die Spannbetonbauwerke, die Fußgängerunterführung und die gewendelte Fußgängerrampe auf der Lützeler Seite aus den 1970er Jahren stark geschädigt. Aber auch die historischen Steinbögen auf der Innenstadtseite wurden mit in die Sanierung einbezogen. Die gesamte Fahrbahn der Brücke wurde erneuert und die Geländer auf das heute vorgeschriebene Niveau erhöht. Die Fußgänger und Radfahrer mussten zeitweise eine an der Ostseite angebrachte Behelfsbrücke nutzen.

## Bau
Die Balduinbrücke wurde aus devonischer Grauwacke und vulkanischem Gestein (Basaltlava) errichtet. Ursprünglich bestand die Brücke aus vierzehn Bögen mit dreizehn Pfeilern und überspannte die Mosel in einer Länge von 325 m zwischen den Widerlagern. Alle Pfeiler stehen auf Pfahlrosten.
Heute überspannt sie in einer Länge von 246 m zwischen den Widerlagern die Mosel neben der Alten Burg. Die Gesamtlänge des Brückenbauwerks samt den Vorlandbrücken auf beiden Seiten beträgt 475 m. Auf der Lützeler Seite sind drei Bögen erhalten geblieben, dann überspannt eine moderne Spannbetonbrücke den Schifffahrtskanal, schließlich folgen sieben historische Bögen auf Koblenzer Seite. Die Brückenrampe auf der Koblenzer Seite wird von weiteren drei mächtigen Bögen getragen.

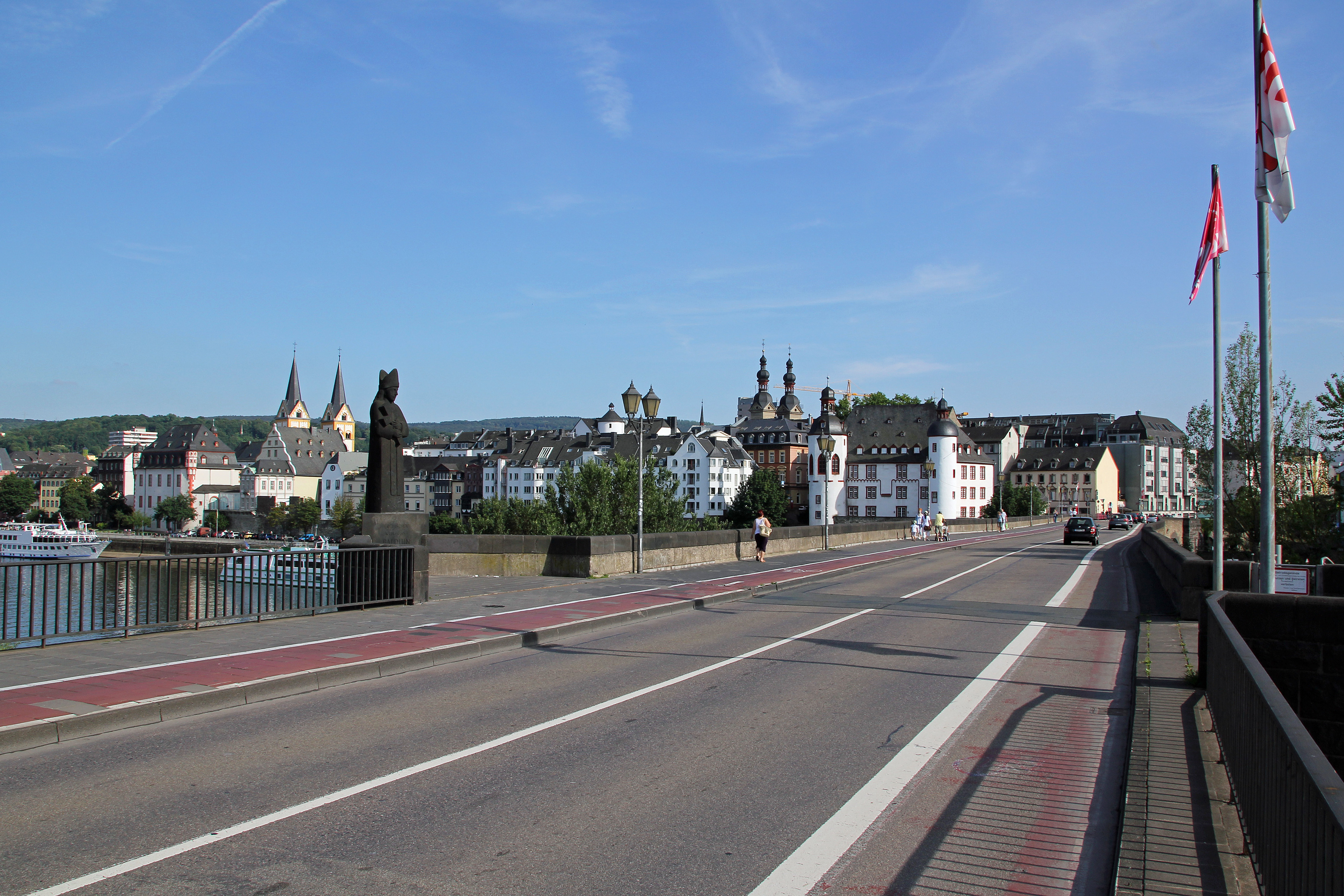
Die Fahrbahn der Balduinbrücke 2011 (Blickrichtung Innenstadt)
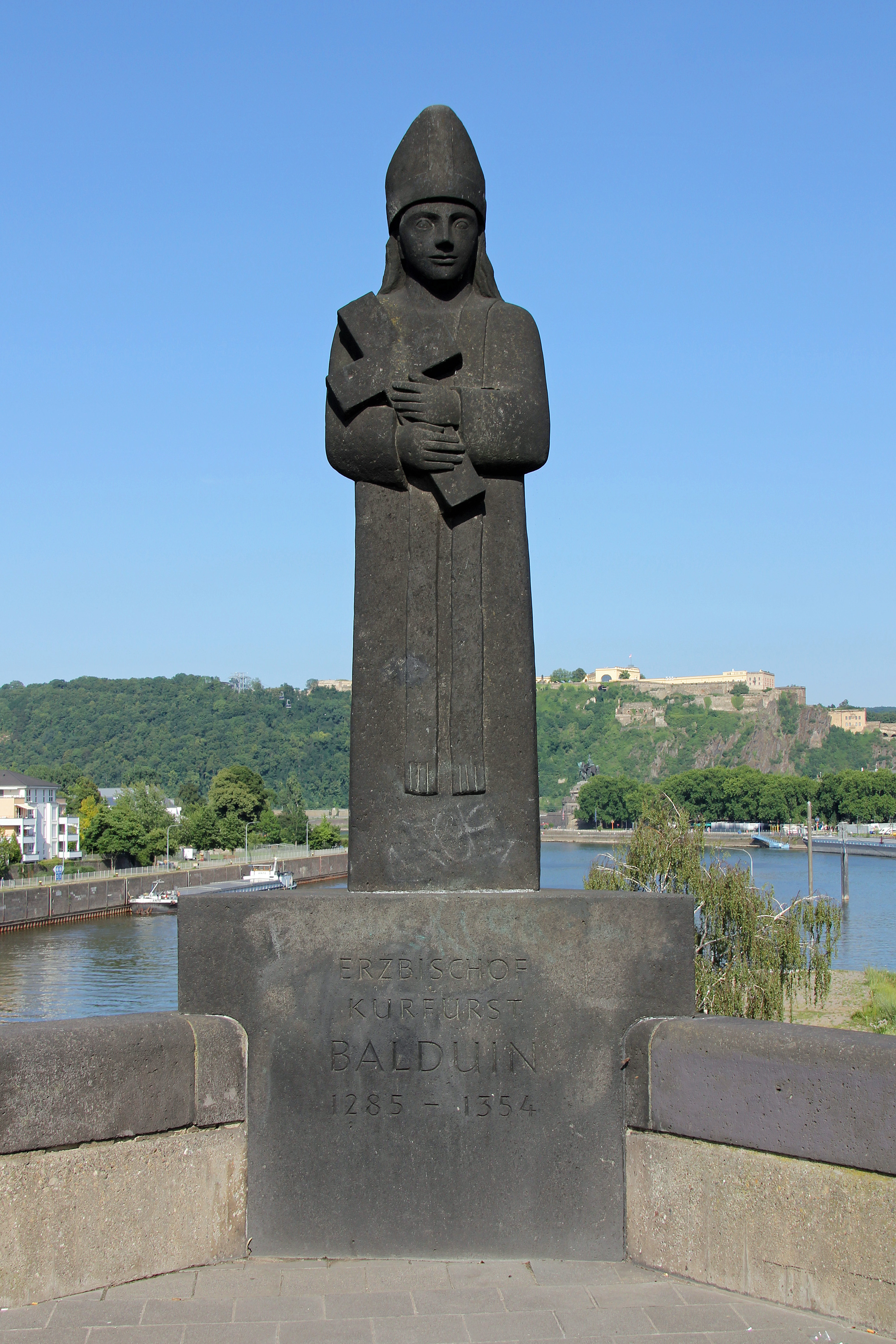
Die Steinfigur des Kurfürsten Balduin von Luxemburg auf der Balduinbrücke
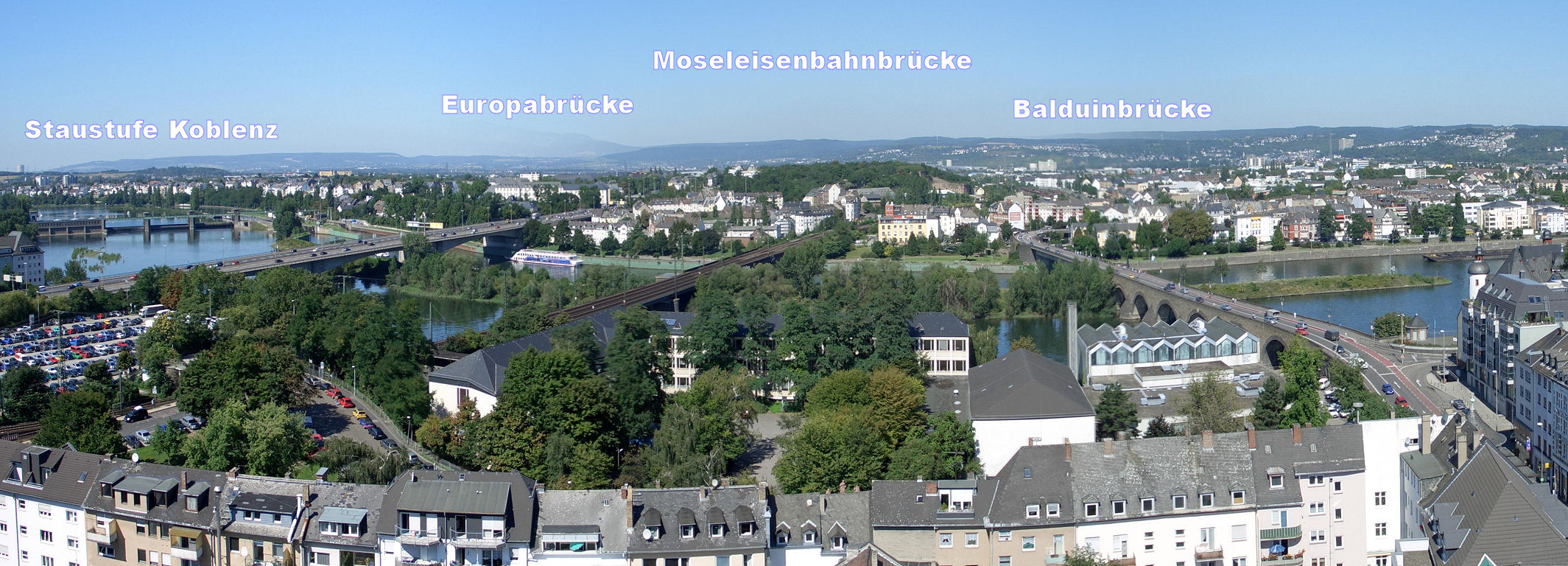
Moselbrücken in Koblenz
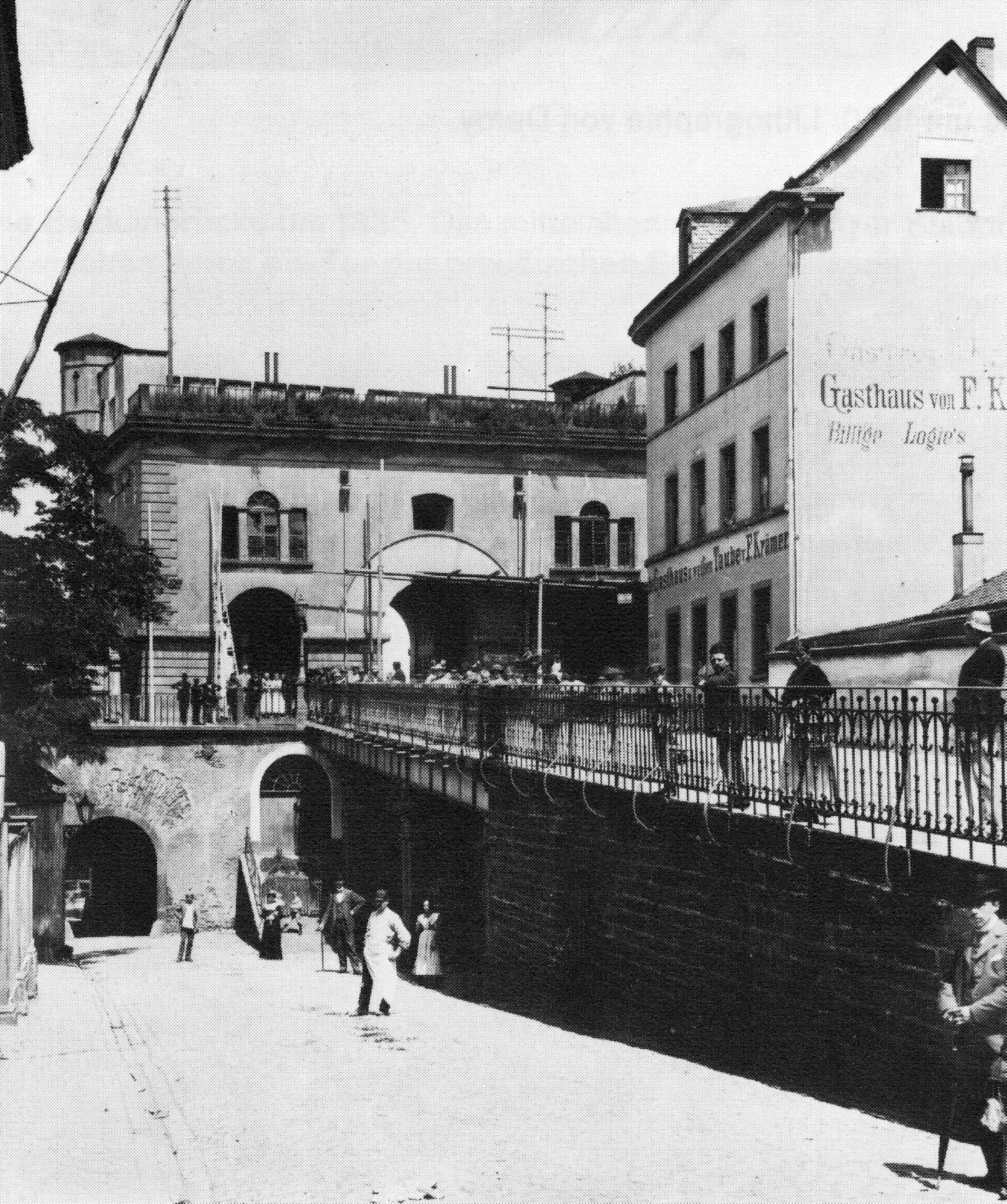
Das Brückentor der Balduinbrücke um 1890
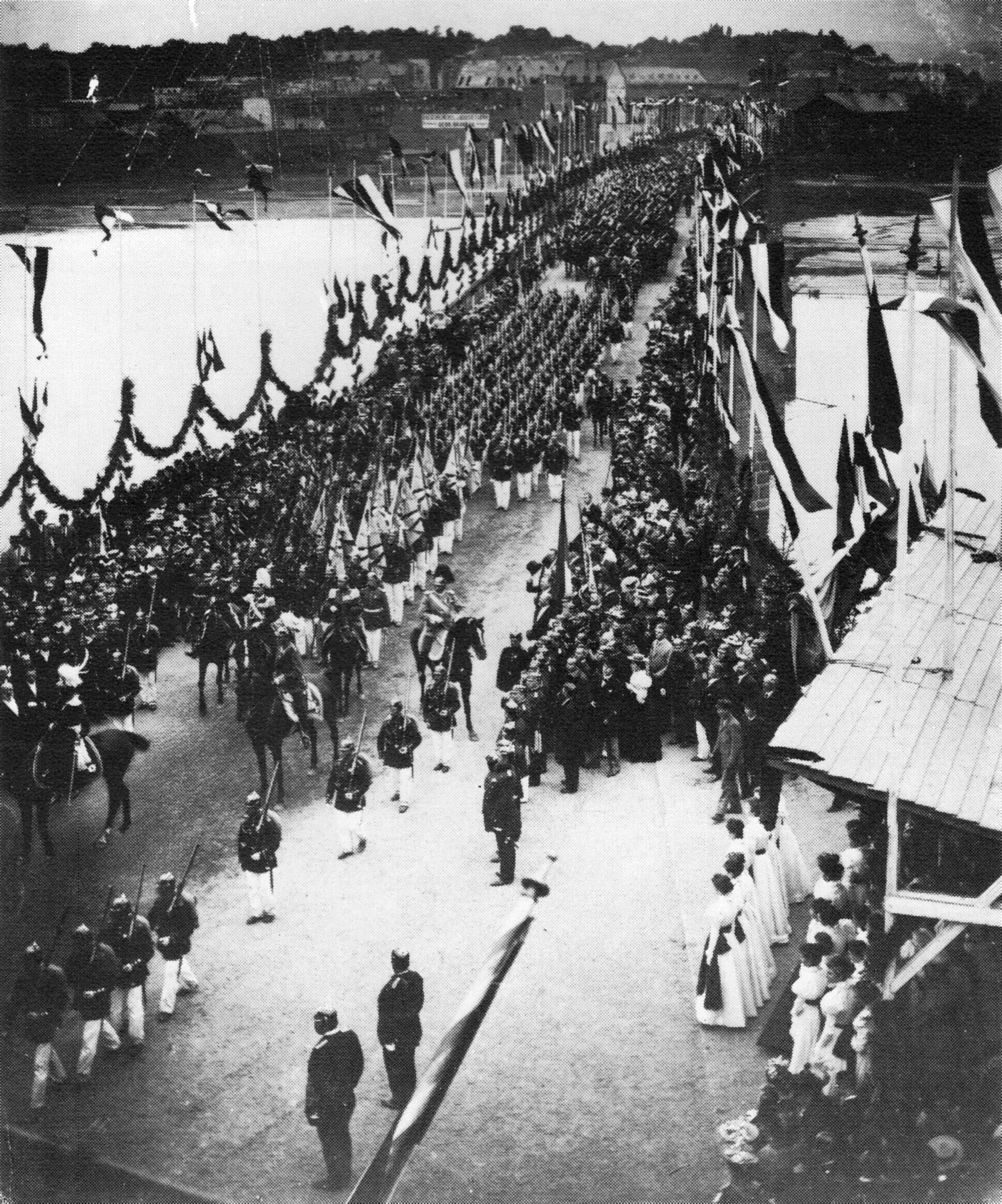
Einzug Kaiser Wilhelm II. über die Balduinbrücke, einen Tag vor Einweihung des Kaiser-Wilhelm-I.-Denkmals am Deutschen Eck 1897
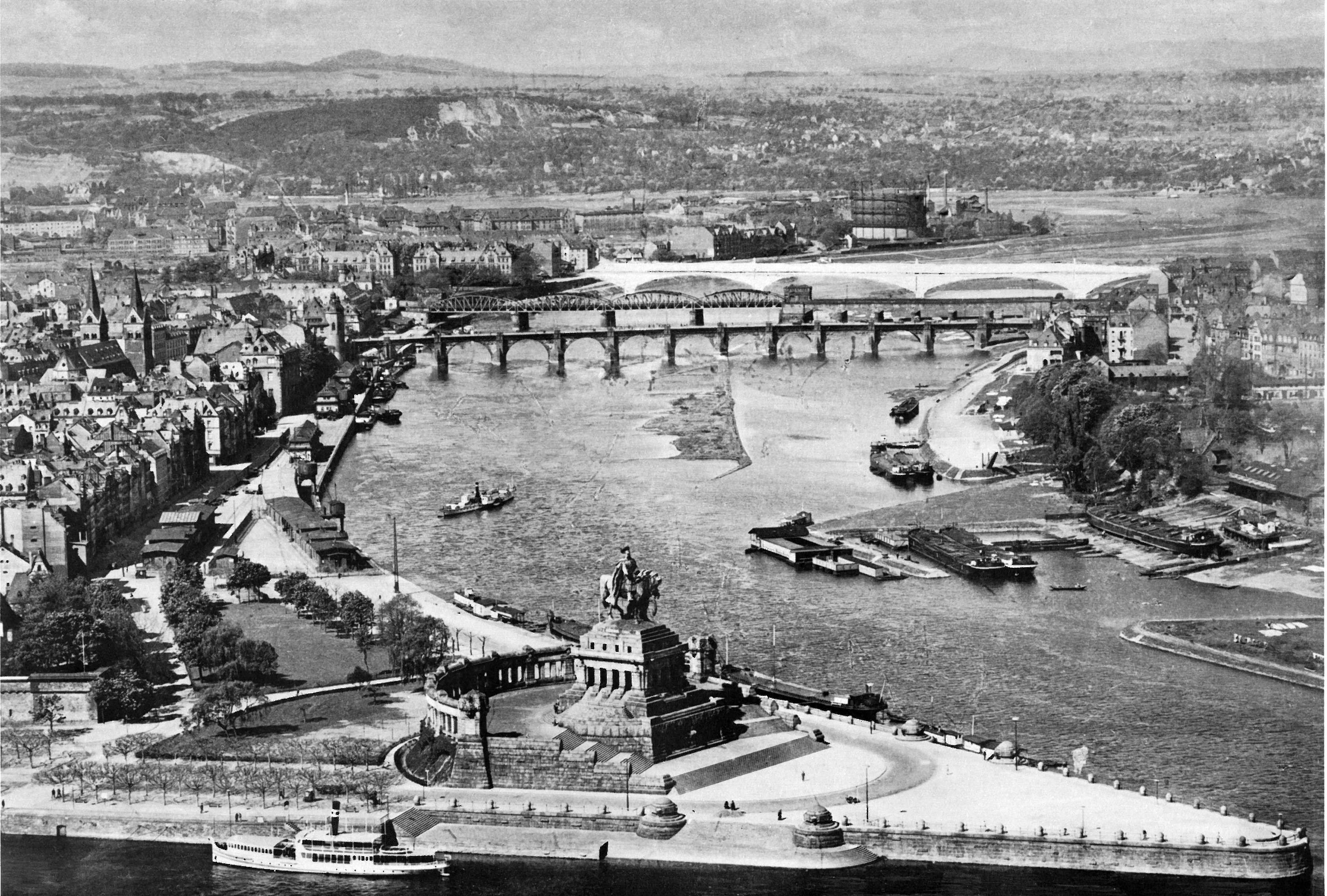
Blick auf die Balduinbrücke 1924 (Die neue Moselbrücke (Europabrücke) von 1934 wurde nachträglich auf das Bild montiert.)

## Denkmalschutz
Die Balduinbrücke ist ein geschütztes Kulturdenkmal nach dem Denkmalschutzgesetz (DSchG) und in der Denkmalliste des Landes Rheinland-Pfalz eingetragen. Sie gehört zur Denkmalzone Altstadt.
Seit 2002 ist die Balduinbrücke Teil des UNESCO-Welterbes Oberes Mittelrheintal; außerdem ist sie ein geschütztes Kulturgut nach der Haager Konvention und mit dem blau-weißen Schutzzeichen gekennzeichnet.